# لي دان
لي دان (بالصينية: 李丹) هي ترامبولينية ‏ صينية، ولدت في 19 سبتمبر 1988 في غوانزو في الصين.

## وصلات خارجية
- لي دان على موقع الاتحاد الدولي للجمباز (licence) (الإنجليزية)
- لي دان على موقع الاتحاد الدولي للجمباز (biography) (الإنجليزية)
- لي دان على موقع أوليمبيديا (الإنجليزية)